# Audelais di Benevento
Audelais (detto anche Adelais o Andelais) (fl. VIII secolo) è stato un nobile longobardo, che usurpò il titolo di ducato di Benevento nel 732.

## Biografia
Rovesciò il figlio ed erede di Romualdo, Gisulfo II, che era ancora minorenne e governò per due anni dopo la morte di Romualdo II.
Liutprando, re dei Longobardi e zio di Gisulfo, venne e rimosse sia Gisulfo che Audelais e mise sul trono il suo candidato, Gregorio, un altro nipote.